# Raja Bejamu
Raja Bejamu is een bestuurslaag in het regentschap Rokan Hilir van de provincie Riau, Indonesië. Raja Bejamu telt 4045 inwoners (volkstelling 2010).